# Martin Kratochvíl
Martin Kratochvíl (Prága, 1946. május 22. –) cseh billentyűs, üzletember. Saját lemezkiadót indított, és hangstúdiót nyitott.

## Pályakép
1964-ben egyik alapítója volt a Jazz Q kvartettnek. Pályafutása során a világ különböző országaiban lépett fel. Saját lemezkiadót hozott létre, ahol hangstúdiót is indított. számos albumot adott ki szólistaként, valamint más zenészekkel együtt.
1964-ben Jiří Stivín fuvolással alapította a Jazz Q együttest, amelyet aztán Luboš Andršt (gitár) és Vladimír Padrůněk (basszusgitár) egészített ki. 1970-ben együttműködtek a Blue Effect rockzenekarral. Kratochvíl számos albumot kiadott Tony Ackerman amerikai gitárossal is.

## Albumok

### Szólólemezek
- Piano Solo (2012)
- Himalayan Echoes II. – Soundtrack K TV Seriálu České Himálajské Dobrodružství II (2014)
- Siločáry (2017)
- Happiness Martin Kratochvíl & Friends (2017)

### Jazz Q
- Coniunctio with Blue Effect band (1970)
- Pozorovatelna (1973)
- Symbiosis (1974)
- Album, Které Nikdy Nevyšlo (1975)
- Elegie (1976)
- Zvěsti (1978)
- Hodokvas (1979)
- Hvězdoň/Asteroid 1984
- 1974–75 live (1991)
- The Best of Jazz Q (1995)
- Znovu (2013)
- Živí Se Diví: Live in Bratislava 1975 (2013)
- Temné Slunce Original motion picture soundtrack (2014)
- Talisman (2016)
- Amulet (2020)